# Andrew Parker
Pour les articles homonymes, voir Parker.
Andrew David Parker (né en 1962) est un ancien officier du renseignement britannique qui est directeur général du MI5 de 2013 à 2020, le Service de sécurité, qui est l'agence britannique de sécurité intérieure et de contre-espionnage.

## Biographie
Parker fait ses études au Churchill College, Cambridge où il étudie les sciences naturelles. Il rejoint le service de sécurité en 1983. Il est détaché auprès de HM Customs and Excise en tant que directeur du renseignement en 1999 avant de devenir directeur du terrorisme international au Service de sécurité en février 2005. Après avoir dirigé la réponse du Service de sécurité aux attentats de Londres du 7 juillet 2005 et au complot d'avions transatlantiques de 2006, il est directeur général adjoint en 2007 et directeur général du Service en avril 2013.
En mai 2018, Parker déclare que la Russie cherche à saper les démocraties européennes avec des « activités malveillantes ». S'exprimant à Berlin, Parker condamne également la Russie pour l'empoisonnement « imprudent » des Skripals à Salisbury. La Russie nie toute implication dans l'empoisonnement de Sergueï Skripal et de sa fille Ioulia. Parker avertit également que l'organisation État islamique aspire à commettre des attaques « dévastatrices » et « plus complexes » en Europe. Parker déclare que le Kremlin participe à « une activité délibérée, ciblée et malveillante destinée à saper nos sociétés libres, ouvertes et démocratiques ».
En 2019, Parker, écrivant avec Cressida Dick, la commissaire de la police métropolitaine, suggère que le terrorisme d'extrême droite et d'extrême gauche sont identifiés comme des menaces clés pour la sécurité et la prospérité. Ils avertissent que si le terrorisme islamiste reste le plus important en termes d'échelle, ils sont également « préoccupés par la menace croissante d'autres formes d'extrémisme violent… couvrant un spectre d'idéologies motivées par la haine, y compris l'extrême droite et la gauche ».
En décembre 2020, il est créé pair à vie crossbencher dans les nominations de pairs politiques de 2020. En février 2021, il est nommé lord-chambellan par la reine Élisabeth II. À ce titre, il brise symboliquement la « baguette », insigne de sa charge, au-dessus du cercueil de la reine lors des funérailles de celle-ci à la chapelle Saint-Georges de Windsor le 19 septembre 2022.
Parker est nommé chevalier commandeur de l'ordre du Bain (KCB) dans les honneurs d'anniversaire 2019 .